# Haliaeetus
Haliaeetus es un género de aves accipitriformes de la familia Accipitridae que incluye varias especies conocidas popularmente como pigargos. A primera vista resultan muy similares a las águilas con las que suelen confundirse, pero difieren de estas en su comportamiento más gregario, ruidoso y oportunista, su hábitat más ligado a las masas de agua, el tener los tarsos desprovistos de cobertura de plumas, sus colas siempre blancas y en general su complexión más esbelta. Comprenden ocho especies repartidas por los dos hemisferios, entre las que se encuentra la rapaz más pesada existente.

## Especies
El género Haliaeetus incluye ocho especies:
| Especie                  | Nombre común             |
| ------------------------ | ------------------------ |
| Haliaeetus albicilla     | pigargo europeo          |
| Haliaeetus leucocephalus | pigargo de cabeza blanca |
| Haliaeetus pelagicus     | pigargo de Steller       |
| Haliaeetus vocifer       | pigargo vocinglero       |
| Haliaeetus leucogaster   | pigargo oriental         |
| Haliaeetus sanfordi      | pigargo de las Salomón   |
| Haliaeetus vociferoides  | pigargo malgache         |
| Haliaeetus leucoryphus   | pigargo de Pallas        |